# جاك أوليفر
جاك أوليفر (بالإنجليزية: Jack Oliver)‏ هو جيولوجي أمريكي، ولد في 26 سبتمبر 1923 في ماسيلون في الولايات المتحدة، وتوفي في 5 يناير 2011 في إثاكا في الولايات المتحدة.